# Mobility
MOBILITY Re-reading of the Future (w skrócie Mobility) – międzynarodowy projekt artystyczny który realizowany był w ramach programu Kultura 2007-2013. Uczestniczą w nim cztery europejskie galerie - Narodowa Galeria w Pradze, Narodowa Galeria w Sofii, Perve Galeria w Lizbonie, Turlej Gallery w Krakowie oraz Akademia Sztuk Pięknych w Helsinkach.
Celem projektu było  poszukiwanie form przekazu sztuki przyszłości w rozumieniu najmłodszego pokolenia artystów europejskich. Szesnastu artystów i czterech kuratorów stworzyło wspólną wystawę sztuki aktualnej. Zasadą współpracy była komunikacja zdalna jak i praca podczas dwutygodniowego warsztatu. Tematem wystawy jest spojrzenie na sztukę przyszłości w kontekście wzrastającego tempa przekazu informacji, nowych środków komunikacji i mobilności artystów, a także starzejącego się wzorca elitarnej sztuki kolekcjonerskiej.
Z każdego z uczestniczących krajów zaproszeni zostali artyści uprawiający więcej niż jeden gatunek sztuki: malarstwo, kolaż, rzeźbę, instalację, nowe media, architekturę, formy przestrzenne, akcje plenerowe.
Polskimi uczestnikami projektu byli: Michał Stachyra, Mariusz Waras i Jaśmina Wójcik, zaś polskim kuratorem wystawy i koordynatorem projektu jest Olga A. Marcinkiewicz.
Powstałe prace zaprezentowane zostały jako projekt kuratorski Międzynarodowego Triennale Sztuki Współczesnej w Pradze (ITCA 2008). Wystawa trafi następnie do pozostałych galerii biorących udział w projekcie: Akademia Sztuk Pięknych w Helsinkach (23.09-28.10.2008), Perve Galeria w Lizbonie (12.11-9.12.2008), Narodowa Galeria w Sofii (19.01.-25.02.2009).